# 水越恭子
水越 恭子（みずこし きょうこ、1990年6月11日 - ）は、日本のフリーアナウンサー、MC。防災士。元茨城放送（現在のLuckyFM茨城放送）記者。

## 経歴
茨城県筑西市（旧下館市）生まれ。中央大学卒業後、宇都宮ケーブルテレビで勤務する。
その後茨城放送に入社し、『スクーピーレポート』のレポーターや『HAPPYパンチ!』の水曜アシスタントを担当した。
2020年3月に『スクーピーレポート』のレポーターと『HAPPYパンチ！』の水曜アシスタントを卒業する。2020年4月からは防災士の資格を持ち、その防災に関する豊富な知識を生かした「防災レポーター」として活動し、ニュース番組の『週刊ニュースポ！』のアシスタントを務める。
2021年3月をもって茨城放送を退社し、フリーで活動する。
2021年7月19日よりFMもおかのパーソナリティとして活動を開始した。

2023年12月27日のFMもおか『グッド・モーニング！MOKA』のエンディングで「この放送をもちましてしばらくお休みをいただきます」と休養を宣言した。。